# Šumavanka
Šumavanka je české národní plemeno slepice.

## Původ plemene
Šumavanka byla vyšlechtěna v Čechách v druhé polovině 20. století ze zbytku původních krajových šumavských slepic, českých slepic zlatých kropenatých, žlutých plymutek, rodajlendek, hempšírek a vyandotek.